# Provincia di Sissili
La provincia di Sissili è una delle 45 province del Burkina Faso, situata nella Regione del Centro-Ovest. Il capoluogo è Léo.

## Struttura della provincia
La provincia di Sissili comprende 7 dipartimenti, di cui 1 città e 6 comuni:

### Città
- Léo

### Comuni
- Biéha
- Boura
- Nébiélianayou
- Niabouri
- Silly
- Tô